# Островки (Измалковский район)
Островки — деревня в Измалковском районе Липецкой области.
Входит в состав Лебяженского сельсовета.

## География
Деревня Островки находится на левом берегу реки Полевые Локотцы, юго-западнее расположен хутор Семенецкий.
на правом берегу реки Полевые Локотцы.
Через неё проходит проселочная дорога.

## Население
| 2010 |
| ---- |
| 0    |